# Papirus 53
Papirus 53 (według numeracji Gregory-Aland), oznaczany symbolem {\displaystyle {\mathfrak {P}}^{53}} – grecki rękopis Nowego Testamentu, spisany w formie kodeksu na papirusie. Paleograficznie datowany jest na III wiek. Zawiera fragmenty Ewangelii Mateusza oraz Dziejów Apostolskich, tekst kodeksu był dwukrotnie publikowany. Rękopis jest wykorzystywany w krytycznych wydaniach greckiego Nowego Testamentu.

## Opis
Zachowały się fragmenty dwóch kart kodeksu z tekstem Ewangelii Mateusza 26,29–40 oraz Dziejów Apostolskich 9,33–10,1. Tekst pisany jest w 24–25 linijkach na stronę. Zachowały się dwie karty kodeksu, obie z uszkodzeniami.
Pod względem paleograficznym wykazuje duże podobieństwo do {\displaystyle {\mathfrak {P}}^{49}} oraz do korespondencji Hieroninosa. Podobieństwa zachodzą również do {\displaystyle {\mathfrak {P}}^{37}}.
Nomina sacra pisane są skrótami.
Według Alanda jest jednym z sześciu wczesnych rękopisów Dziejów Apostolskich (m.in. Papirus 48 oraz Papirus 50). Od tego czasu odkryty został jeden wczesny rękopis Dziejów Apostolskich – Papirus 127.

## Tekst
Tekst kodeksu reprezentuje aleksandryjską tradycję tekstualną. Kurt Aland opisał go jako co najmniej „normal text” i zaklasyfikował do kategorii I. Pod względem tekstualnym jest bliski dla Chester Beatty I, {\displaystyle {\mathfrak {P}}^{74}}, Kodeksem Synajskim, Watykańskim oraz Kodeksu Efrema.

## Historia
Rękopis prawdopodobnie pochodzi z Fajum. Latem 1934 roku University of Michigan nabyło papirus za pośrednictwem British Museum od pewnego egipskiego handlarza. Tekst rękopisu opublikowany został w 1937 roku, przez Henry'ego A. Sandersa, następnie przez Comforta. Kurt Aland umieścił go na liście rękopisów Nowego Testamentu, w grupie papirusów, dając mu numer 53.
Henry Sanders datował rękopis na ok. rok 260 ze względu na podobieństwo do papirusów Florentyna. Philip Comfort datuje go na połowę III wieku. Rękopis datowany jest przez Instytut Badań Tekstu Nowego Testamentu (INTF) na III wiek.
Obecnie przechowywany jest w University of Michigan (Inv. 6652) w Ann Arbor.